# Bel (enota)
Bel  (oznaka B) je brezrazsežna enota za  razmerje dveh vrednosti neke količine (npr. moči ali energije ali napetosti). Ne pripada sistemu SI, čeprav jo lahko uporabljamo s sistemom SI. Enota je podobna nepru.
V praksi se bolj pogosto uporablja 10-krat manjša enota decibel (oznaka dB).
Imenuje se po ameriškem znanstveniku in izumitelju Alexandru Grahamu Bellu (1847 – 1922).

## Definicija
Enota bel je za opazovano količino določena s pomočjo desetiškega logaritma
{\displaystyle L=\log {\frac {P_{1}}{P_{2}}}\,\mathrm {B} =10\log {\frac {P_{1}}{P_{2}}}\,\mathrm {dB} }
kjer je 
- {\displaystyle P_{1}\,} prva vrednost opazovane količine
- {\displaystyle P_{2}\,} druga vrednost opazovane količine

## Uporaba
Enota se največ uporablja v akustiki, kjer se uporablja kot enota za jakost zvoka (običajno v decibelih).